# Le Pin, Seine-et-Marne
Le Pin (franskt uttal: [lə pɛ̃]
 ( lyssna)) är en kommun i departementet Seine-et-Marne i regionen Île-de-France i norra Frankrike. Kommunen ligger i kantonen Villeparisis som tillhör arrondissementet Meaux. År 2022 hade Le Pin 1 528 invånare.

## Befolkningsutveckling
| Befolkningsutvecklingen i Le Pin 1968–2021 | Befolkningsutvecklingen i Le Pin 1968–2021 | Befolkningsutvecklingen i Le Pin 1968–2021 | Befolkningsutvecklingen i Le Pin 1968–2021 | Befolkningsutvecklingen i Le Pin 1968–2021 |
| ------------------------------------------ | ------------------------------------------ | ------------------------------------------ | ------------------------------------------ | ------------------------------------------ |
|                                            |                                            |                                            |                                            |                                            |
| År                                         |                                            |                                            | Folkmängd                                  |                                            |
| 1968                                       | 1968                                       |                                            | 628                                        |                                            |
| 1975                                       | 1975                                       |                                            | 609                                        |                                            |
| 1982                                       | 1982                                       |                                            | 770                                        |                                            |
| 1990                                       | 1990                                       |                                            | 952                                        |                                            |
| 1999                                       | 1999                                       |                                            | 1 069                                      |                                            |
| 2007                                       | 2007                                       |                                            | 1 209                                      |                                            |
| 2015                                       | 2015                                       |                                            | 1 411                                      |                                            |
| 2021                                       | 2021                                       |                                            | 1 548                                      |                                            |